# Else Megelin
Else Megelin (* 23. August 1905 in Berlin; † 1986 in West-Berlin; geborene Taege) war eine deutsche Widerstandskämpferin gegen den Nationalsozialismus. Sie gehörte dem Roten Stoßtrupp an, den ihr Mann Kurt Megelin ab 1934 leitete.

## Leben
Else Taege besuchte die Volksschule und machte anschließend eine kaufmännische Lehre. Sie wurde Büroangestellte und war von 1923 bis 1927 gewerkschaftlich im Zentralverband der Angestellten organisiert. Seit 1920 gehörte sie der Sozialistischen Arbeiter-Jugend an und wurde drei Jahre später Mitglied der SPD. In der SPD wurde sie Frauenleiterin im Prenzlauer Berg. Nach der Machtergreifung wurde sie zunächst Gemeindebeamtin auf Lebenszeit im Bezirksamt Prenzlauer Berg. Bereits im August wurde sie jedoch festgenommen und in das Konzentrationslager Columbia-Haus gebracht, wo sie bis zum 29. Mai 1934 inhaftiert blieb. Anschließend wurde sie aus Mangel an Beweisen wieder freigelassen.
Nach ihrer Freilassung trat sie dem Roten Stoßtrupp bei, den ihr Verlobter Kurt Megelin leitete. Dort wurde sie Organisationssekretärin und Kassenführerin. Während den zahlreichen Haftzeiten ihres Mannes übernahm sie zusammen mit Otto Ostrowski die leitende Funktion. Von 1934 bis 1943 arbeitete sie bei Wünsch Herrenmoden. Am 15. Juni 1942 heiratete sie Kurt Megelin. Ab 1942 arbeitete sie als Sekretärin im Büro von Wilhelm Leuschner, womit sie die Arbeit ihres Mannes im Untergrund tarnen konnte.
Sie überlebte den Zweiten Weltkrieg und wurde nach dem Krieg wieder SPD-Mitglied.